# Помислище
Пом́ислище (біл. Шчо́мысліца) — агромістечко у Мінському районі Мінської області Білорусі. Центр Помислищенської сільської ради.

## Географія
Агромістечко Помислище розташоване за 2 км від перетину автошляхів Р1 H905 на північний захід від M9 МКАД. Через населений пункт проходить залізнична лінія Мінськ — Барановичі, на якій розташована однойменна залізнична станція (відстань до станції Мінськ-Пасажирський — 11 км).

## Історія
Перша згадка про населенний пункт датується 1710 роком.
З 8 квітня 1957 року Помислище є центром Помислищенської сільської ради.
1951 року на магістральній залізничній лінії Мінськ — Барановичі відкрита станція Помислище.
2009 року планувалося, що агромістечко та його околиці стануть новим мікрорайоном Мінська, будівництво якого розпочнеться у 2011 році. У новому мікрорайоні мало проживати 50 тис. осіб. Наприкінці 2013 року планувалося ввести в експлуатацію нову станцію Мінського метрополітену — «Помислиця», яка б йшла за станцією «Малинівка». Також планувалося побудувати новий Національний футбольний стадіон, розрахований на 30 тис. місць з можливістю його трансформації до 40 тис. місць. Поруч зі стадіоном передбачалося побудувати Національний виставковий центр. Після внесення змін до генерального плану Мінська у 2015 році цей проєкт був скасований.

## Населення
| Роки | Населення, осіб |
| ---- | --------------- |
| 1999 | 1569            |
| 2003 | 1655            |
| 2010 | 1779            |

## Визначна пам'ятка
За 0,6 км на південь від M9 МКАД, на південний схід від Помислище розташований пам'ятник природи «Дуброви».